# Scratch (llenguatge de programació)
Scratch és un projecte educatiu de llenguatge de programació creat pel grup Lifelong Kindergarten, MIT Media Lab a Massachusetts, sota la direcció de Mitchel Resnick. Ofereix de franc una eina de programació en línia als usuaris majors de 6 anys que s'hi registrin. Existeix també una versió que permet l'opció de descàrrega per treballar sense connexió, que permet vincular-la a la pàgina principal i compartir-hi el material.
Scratch està basat en el llenguatge de programació LOGO i serveix per aprendre a programar a través del joc i l'experimentació i introduir, així, el pensament computacional. La seva interfície és senzilla i permet tant crear històries interactives, tutorials, jocs i animacions, com compartir els projectes amb altres usuaris en línia. Els projectes poden ser de temàtica variada, es poden adaptar i orientar a diferents àmbits i objectius. Per exemple, dins l'àmbit educatiu, es pot treballar des de les diferents àrees que recull el currículum de primària.
Els usuaris poden experimentar amb els elements que ofereix el programa, com el fons, els efectes de so, diàlegs, objectes i animacions, entre d'altres. A més, també es poden inserir personatges i objectes, amb els quals es poden realitzar una sèrie d'accions mitjançant uns comandaments que simplifiquen la tasca de programació.
Les característiques principals del programa són les següents: 
1. Programa basat en blocs gràfics i una interfície molt senzilla i intuïtiva.
2. Entorn col·laboratiu virtual que permet compartir els projectes a través de la web.
3. Es pot utilitzar des de molts llocs gràcies al fet que és un programa a la xarxa i disposa d'una versió que es pot instal·lar.
4. Programa gratuït i de software lliure.
5. Programa introductori de la sintaxi del llenguatge de programació.
6. Està disponible per a diversos sistemes operatius (GNU/Linux, Windows, Mac OS X).
7. És multillenguatge.

Actualment, ja hi ha més de 9 milions de projectes públics.

## Història
El projecte Scratch va ser dissenyat el 2003 pel Grup Lifelong Kindergarten del MIT Media Lab, a Massachusetts, dirigit per Mitchel Resnick. Actualment hi ha operatives dues versions de l'Scratch, la 1.4 que es va crear el 2 de juliol del 2009 i es pot descarregar; i la 3.0, del 2 de gener del 2019, la qual està disponible en línia. A més, el 2014 es va crear una altra versió per als menors de 7 anys, ScratchJr. Scratch és un programa que va ser pensat per a l'aprenentatge del llenguatge de programació i l'educació en processos algorítmics, lògics i matemàtics.
El nom Scratch prové de la tècnica turntablista de l'scratching, i es refereix tant al llenguatge com a la seva aplicació. La similitud amb l'scratching musical rau en la fàcil reutilització de peces: a l'Scratch, tots els objectes, gràfics, sons i seqüències d'ordres poden ser fàcilment importats a un nou programa, i es combinen de noves maneres, d'aquesta forma permet als nouvinguts aconseguir resultats ràpids i estar motivats per intentar anar més enllà.
No solament es pot utilitzar el programa a través dels controls de l'ordinador, sinó que han sorgit noves maneres d'utilitzar-lo. Aquestes permeten a l'usuari interaccionar amb el programa i amb el món real dirigint els moviments i les accions dels personatges. Aquests són creats a través d'una càmera, un sensor de moviment, un sensor de llum o un sensor de veu. Fins i tot, es pot fer servir un mòbil com a entrada de dades pel sensor de Scratch. Per fer-ho, però, cal descarregar i instal·lar el gestor de dades per al sistema operatiu de què disposi l'usuari (Linux, Windows o Mac OS), instal·lar al mòbil un programa per a OSC, apuntar-lo a la IP i port de l'ordinador i configurar l'Scratch per rebre dades de l'OSC.
Els darrers anys han sorgit noves maneres d'utilitzar l'Scratch utilitzant diversos elements de maquinari extern a l'ordinador: robots construïts amb els kits de Lego Wedo, els sensors de tauletes i mòbils, el sensor Kinect de Microsoft, la targeta Picoboard, etc.

## Fonamentació pedagògica
L'Scratch permet que els alumnes puguin:
- Reflexionar a través de projectes disponibles ja inventats per altres usuaris.
- Crear animacions i activitats interactives.
- Imaginar i innovar a partir del projecte que s'estigui observant.
- Editar un joc que ja ha estat desenvolupat.
- Compartir amb altres persones en línia.
- Jugar per aprendre.

D'altra banda, en els entorns educatius el programa permet: 
1. Ajudar a pensar de manera algorítmica i aprendre a abordar problemes metòdicament.
2. Guanyar comprensió sobre conceptes matemàtics com expressions booleanes, variables, coordenades i nombres aleatoris.
3. Activar els processos metacognitius de l'usuari, ja que ofereix oportunitats per improvisar, posar a prova les seves idees, assajar i corregir errors.
4. Obtenir productes en les primeres aproximacions.
5. Controlar i barrejar diferents medis i compartir les creacions amb la comunitat.
6. Afavorir l'intercanvi, estimulant l'aprenentatge col·laboratiu.

Així doncs, a través d'aquests projectes que els joves creen i comparteixen, desenvolupen habilitats importants en el disseny i resolució de problemes; aprenen a pensar creativament, raonar sistemàticament i treballar col·laborativament afavorint l'intercanvi d'idees i estratègies. També es promou el pensament computacional, creatiu, crític i analític en els alumnes, fet que afavoreix l'ensenyament i aprenentatge per competències. Aquesta nova visió competencial es pot basar en l'error i la còpia (observant què fan els altres com a referència) com a pas important en l'aprenentatge, ja que fomenta l'error al pas previ a l'èxit i no com a fracàs.
El fet de marcar-se uns objectius i intentar assolir-los mitjançant l'experimentació, fa possible que els alumnes trobin una motivació en la programació, incloent-hi els que tenen menys interès pels continguts i les pràctiques educatives habituals, a la vegada que aprenen un llenguatge de programació adaptat al seu nivell. D'aquesta manera s'afavoreix que puguin desenvolupar unes competències que els ajudaran en un futur no gaire llunyà, a aprendre i a crear programes informàtics reals.
Per tant, en el programa Scratch es pot observar la concepció constructivista de l'aprenentatge, ja que els alumnes construeixen el seu coneixement a partir de les seves experiències; en aquest cas, mitjançant el disseny d'una aplicació informàtica seguint una sèrie de passos bàsics. A més, aquesta construcció del coneixement per part dels estudiants, es veu reforçada per l'atribució de sentit que atorguen els factors motivadors i afectius que tenen lloc durant aquesta construcció, atès que el fet de dissenyar, crear i veure el producte dels seus esforços contribueix a què els alumnes se sentin motivats a l'hora de realitzar el projecte i se sentin satisfets en poder crear allò que han dissenyat.
Per tots aquests motius, cada cop hi ha més escoles que inicien als seus alumnes en l'aprenentatge i l'ús de l'Scratch, tot i que encara hi ha moltes escoles que no l'utilitzen per diferents motius, com ara la manca d'una formació adequada del professorat, els diferents estils docents o la manca de temps del professorat.

## Com començar a utilitzarScratch

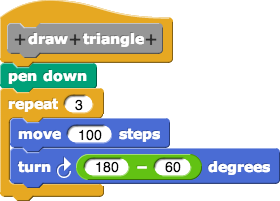

Per començar a utilitzar l'Scratch, cal saber que hi ha dues versions que conviuen: la 1.4 i la 3.0. La primera es pot descarregar des de la pàgina web oficial, mentre que per utilitzar la segona, que conté millores, cal crear-se un compte i no cal cap descàrrega prèvia. En aquesta segona versió, els membres de la comunitat poden emmagatzemar i visualitzar les pròpies creacions, així com accedir als projectes dels altres usuaris, podent deixar-hi comentaris, marcar-los com a "preferit" o "m'agrada", denunciar el contingut d'aquests com a "inapropiat" o compartir-los a altres llocs web. Una de les novetats d'aquesta segona versió és poder modificar un projecte ja existent fent clic a la pestanya "reinventar". Totes les noves versions d'un projecte queden enregistrades de forma que els altres usuaris poden saber de quin model parteix. Utilitzar aquest recurs permet no haver de començar des de zero un projecte quan s'està començant a utilitzar l'Scratch. També es pot portar el compte de les visites que ha rebut la creació. Malgrat tot, ambdues versions són totalment compatibles, per la qual cosa es poden realitzar projectes des de qualsevol d'elles.
Així doncs, el programa permet crear i utilitzar un escenari amb diferents fons, objectes i personatges i atorgar-los moviments, sons i accions. Per fer-ho, hi ha blocs autoencaixables, els quals es poden programar amb el ratolí, arrossegant-los i col·locant-los en l'àrea de programes. Aquests blocs estan caracteritzats per colors d'acord amb la seva funcionalitat.
Les àrees del programa són: Àrea d'objectes, animacions/actors (sprites en anglès) o escenaris (stage); Àrea de disseny i execució; Àrea de programes, vestits i sons. Tots comparteixen la mateixa àrea; Magatzem de blocs d'instruccions (Moviment, Aspecte, Sons, Llapis, Control, Sensors, Operadors, Dades i Més blocs); i Barra de menús i eines.
Cal remarcar que no cal utilitzar, obligatòriament, les imatges ni els sons predeterminats que ofereix el programa perquè el mateix Scratch permet incorporar-ne d'externs. Aquestes imatges o sons que afegim als nostres projectes han de ser lliures de drets d'autor o se n'ha de tenir el permís per poder fer-los servir.

## Llenguatge i entorns
L'Scratch s'utilitza arreu del món en entorns diferents: escoles, museus, centres comunitaris i llars, entre d'altres. Aquest programa està destinat, especialment, a nens i nenes d'entre 7 i 16 anys, però gràcies a la seva accessibilitat l'utilitzen usuaris de totes les edats. Per exemple, els més petits creen històries interactives, animacions, jocs, etc, amb la seva família, i els estudiants d'educació superior l'utilitzen en algunes de les seves classes d'introducció a Ciències de la Computació. A més, el Centre per a joves talents de la Universitat John Hopkins ofereix cursos en línia en programació de Scratch per a estudiants a partir del sisè grau a través del programa línia CTY.
La finalitat educativa d'aquest programa es pot veure des de dos punts de vista: la del professor i la de l'estudiant:
- El professor pot programar des de jocs senzills perquè els alumnes de menys edat controlin la motricitat fina, fins a històries o jocs de lògica, per fer els aprenentatges més significatius.
- I els estudiants poden crear animacions sense moviment i introduir-se en el món de la programació amb jocs animats. Un dels principals avantatges és la possibilitat de compartir aquestes creacions amb altres usuaris d'arreu del món. La utilització de Scratch apropa l'alumne al concepte de xarxes socials i entorns d'aprenentatge, ja que permet compartir i discutir els treballs, programacions i aplicacions que es realitzen amb els altres usuaris[15].

Durant el disseny d'aquest programa, la principal prioritat era fer el llenguatge i l'entorn de desenvolupament intuïtiu i fàcil d'aprendre pels nens que no tinguessin experiència prèvia en programació. Hi ha un important contrast entre les potents funcions multimèdia i d'estil de programació multifil i l'abast força limitat del llenguatge de programació Scratch.
La interfase d'usuari per a l'entorn de desenvolupament d'Scratch divideix la pantalla en diversos panells: a l'esquerra hi ha l'escenari, al mig la paleta de blocs i a la dreta la pantalla d'ordres o àrea d'scripts. A la paleta de blocs hi ha fragments de codi (anomenats "blocs") que poden ser portats a l'àrea de scripts per fer programes. Aquests blocs estan classificats per colors: taronja, els blocs de control (si, sinó, repetir, per sempre...); blau fort, els de moviment (avança, gira, apunta...); verd, els operadors; rosa, el so (tocar, canviar instrument...), etc.
La paleta de blocs s'organitza en 9 grups:
| Bloc          | Descripció |
| ------------- | --- |
| Moviment      | Conté els elements necessaris per controlar les accions de moviment i direcció que pertanyen als objectes inclosos al joc. A partir de peces adaptables a les indicacions de control i altres blocs del programa, es creen instruccions que es posen en funcionament un cop s'inicia el joc. En aquest apartat s'inclouen les ordres relacionades amb la posició dels objectes que intervenen en el projecte. Per exemple la direcció en què s'han de moure, la durada dels moviments o en quin punt de la pantalla s'han de col·locar en iniciar o finalitzar l'activitat. Aquest aspecte és molt important a tenir en compte per tal de permetre que, un cop s'ha finalitzat el projecte, els objectes comencin en el mateix punt que vol el creador. |
| Aspecte       | Aquest bloc fa referència a les accions, canvis o modificacions que poden patir els diferents elements o objectes de l'animació. Per exemple: es pot canviar la disfressa dels objectes (aparença) utilitzant el control "canviar disfressa a" o "següent disfressa". Una altra opció és la de mostrar o amagar els objectes que hi ha a l'animació amb els controls "mostrar" o "amagar". |
| Sons          | Permet incorporar sons que ja estan predeterminats al programa, escollir un de qualsevol carpeta que estigui a l'ordinador o fer una gravació pròpia. Scratch pot llegir arxius de Mp3 i descomprimits WAV, AIF, i arxius d'AU (codificat amb 8-bits o 16-bits per mostra, però no 24-bits per mostra).[17] |
| Llapis        | Conté instruccions que permeten fer dibuixos en l'Escenari, en utilitzar l'objecte en l'escenari com a llapis. Per cada moviment de l'objecte es dibuixa una línia que va des del punt inicial al punt final del moviment de l'objecte, creant una seqüència de línies que poden formar una figura. Per associar el llapis es fa servir la instrucció “baixar Llapis” i a partir d'aquí per cada moviment de l'objecte es dibuixa una línia. A més, el programa permet modificar el disseny de la línia (mida, color, intensitat, etc.). Algunes de les eines que disposa aquest apartat són: baixar llapis, que permet començar a traçar línies a cada moviment de l'objecte; segellar, permet dibuixar un segell de la imatge de l'objecte; entre d'altres. |
| Dades         | En les versions 1.3.1 i inferiors els operadors s'anomenaven números. Per crear una variable en l'Scratch s'ha de seleccionar la categoria "dades" i després escollir "Crea una variable". En l'Scratch el tipus de variable no es refereix al contingut que emmagatzema en forma temporal, sinó a la seva visibilitat, és a dir, en l'Scratch les variables poden ser de dos tipus: locals (fent ús només dels objectes en el que estan definits), o globals, que són compartides per tots els objectes que participen del projecte (aquesta distinció es fa en el moment de creació de la variable). Una vegada que s'ha definit el tipus de variable desitjada apareixen en la zona de programació un nou conjunt d'ordres relatives. Com és usual en els llenguatges de programació, les dues operacions més utilitzades en el que fa referència a les variables són: crear-les (botó "Nova variable") i donar-li un valor. La Generalitat Valenciana facilita una guia didàctica sobre les variables i el seu funcionament.                                                                       |
| Esdeveniments | Aquest apartat permet iniciar les diferents accions que s'utilitzen, és a dir, s'especifica de quina manera comencen les accions que realitzaran els diferents personatges o fons. Per exemple, l'acció pot començar en prémer la bandera verda o en prémer una tecla determinada. |
| Control       | Aquest bloc permet controlar el projecte per mitjà del teclat o del ratolí. Amb això s'aconsegueix que els objectes es moguin, s'aturin o repeteixin diferents accions. |
| Sensors       | Mitjançant aquest bloc els objectes que hi ha a l'escenari poden canviar de moviment o direcció, en entrar en contacte amb altres objectes de l'escenari, o bé amb un determinat color d'aquest. També quan es prem una determinada tecla del ratolí o del teclat l'objecte pot canviar de moviment o direcció. A més, permet establir un cronòmetre de temps i graduar el volum del so. |
| Operadors     | El bloc d'operadors conté una sèrie d'instruccions que permet fer una varietat d'operacions, les quals es troben dividides en tres grups: - Les operacions matemàtiques: permeten realitzar operacions bàsiques (suma, resta, multiplicació, divisió) i avançades (mòdul: obté el residu d'una divisió; arrodonir; arrel quadrada, funcions trigonomètriques i logarítmiques). - Les operacions booleanes: obtenen un valor booleà (cert / fals) i aquest valor és utilitzat en una altra instrucció. Hi ha dos grans grups: - Operacions relacionals que s'encarreguen de relacionar primordialment dos valors numèrics: Operador més gran que>; Operador igual que =; Operador menor que <. - Operacions lògiques que permeten combinar dues o més expressions booleanes amb la finalitat d'adquirir precisió per prendre una decisió. Hi ha tres: operador I, operador O i operador NO. - I les operacions amb cadenes de text: permeten, per una banda unir o realitzar concatenacions de dues o més cadenes de text o paraules i, per l'altra, obtenir informació d'una cadena de text o paraula. |

Altres recursos que hi apareixen són:
- Botons i menús: hi ha caixes de selecció i editors per carregar, guardar, copiar i crear el moviment i direcció. Els més importants són: la bandera verda d'arrencada i el senyal d'estop vermell, que inicia i atura tota l'execució del programa.
- Recursos: tota aquesta explicació anterior es pot trobar a la pàgina de l'Scratch en format de vídeo tutorial. Existeix una gran varietat de recursos per ajudar a la iniciació en el programa, un d'ells són les anomenades "Targetes Scratch", pensades per als més petits: la part del davant de la targeta mostra el que es pot fer i la part posterior mostra com fer-ho.[17]
- Escenaris: l'escenari és on cobren vida les animacions, jocs o històries que es creen a l'Scratch. L'escenari està dividit en un plànol cartesià (x - y) de 480 unitats d'ample (x) i 360 unitats d'alçada (y), on les coordenades x=0, i=0 corresponen al centre d'aquest. Si es fa clic en el botó presentació, es visualitzen els projectes a pantalla completa. Per sortir, es pot prémer la tecla (Esc).

Finalment, per adjuntar un projecte Scratch a una web o blog s'han de seguir els passos següents:
1. Escollir el projecte de la web del programa, http://scratch.mit.edu/, o seleccionar-lo de la carpeta les meves coses.
2. Un cop seleccionat el projecte s'obrirà una finestra nova en què apareixeran diferents accions: descarregar l'arxiu (download) per modificar-lo i enganxar el projecte (resultat final) a qualsevol pàgina web o un blog. Per realitzar-ho s'ha de clicar “Incrusta” i apareixerà un quadre amb un codi, a la part inferior del qual apareix el missatge: “Copia i enganxa el codi d'incrustació del quadre”.

## Comunitat

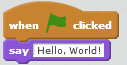

El lema d'Scratch és: "Imagina · Programa · Comparteix." L'èmfasi en la participació i els aspectes socials de la creativitat són una part important de la pedagogia per al projecte. Els programes no són vistos com a caixes negres, sinó com a objectes per ha realitzar remescles per fer nous projectes. Els projectes creats amb Scratch es poden carregar directament des de l'entorn de desenvolupament al lloc web Scratch, des del qual altres membres d'arreu del món que pertanyen a aquesta comunitat poden descarregar-los (incloent-hi el codi font complet) per aprendre o per realitzar nous projectes mitjançant les idees d'aquests. Els membres també poden comentar, etiquetar i votar els projectes dels altres, i compartir idees. Els projectes publicats al lloc web d'Scratch estan subjectes a una llicència Creative Commons Reconeixement.
El maig 2015 la comunitat comptava amb més 6 milions de membres registrats, amb més de 9 milions de projectes compartits. La web rep més de nou milions de visites mensuals.
El lloc web estableix sovint desafiaments coneguts com a Scratch Design Studio per fomentar la creació i l'intercanvi, proporcionant als usuaris amb un concepte de disseny de base. Hi ha llocs web locals de Scratch en llocs com Portugal i els Emirats Àrabs Units. El 2008, la plataforma comunitària de Scratch (anomenada ScratchR) va rebre una menció honorífica al Prix Ars Electronica.
Segons les dades facilitades per la pàgina web d'Scratch el dia 27 de febrer de 2014, hi ha 2.798.936 membres registrats i 4.857.700 projectes penjats a la xarxa. Les edats dels usuaris que fan un ús considerable d'Scratch compren entre els 14 i 15 anys. No obstant, s'observa un fort augment dels usuaris d'11 i 14 anys.
Hi ha també una comunitat en línia destinada als educadors anomenada ScratchEd, la qual es va iniciar el juliol de l'any 2009. En aquesta, els docents poden compartir històries i experiències portades a la pràctica, intercanviar recursos, resoldre dubtes, a més de comunicar-se amb altres educadors que també fan ús d'Scratch. També compta amb l'avantatge de ser una eina gratuïta. Aquesta eina substitueix l'antic fòrum d'educadors d'Scratch, que segueix disponible com a referència, però ha quedat en desús.
Tenint en compte les dades anteriors, la comunitat Scratch és una comunitat molt activa i en augment constant pel que fa a membres i projectes. Una mostra d'aquest fet és la celebració de la V Conferència Internacional d'Scratch Scratch Connecting Worlds a Barcelona, concretament al Citilab de Cornellà. Aquesta es va dur a terme entre el 25 i 27 de juliol de 2013. Va ser la primera vegada que es va fer un esdeveniment mundial sobre l'Scratch fora de la seu del MIT a Boston.
Anualment es realitza l'esdeveniment de Scratch Day, que en 2013 es va celebrar el dia 18 de maig. Scratch Day és una xarxa mundial de reunions, on les persones es reuneixen per conèixer a altres Scratchers, compartir projectes i experiències, i aprendre més sobre Scratch. El 2013 es van realitzar 182 trobades en 46 països diferents. A Catalunya es van organitzar dues trobades, una a la Universitat Oberta de Catalunya i l'altra a Citilab Cornellà. En referència a la comunitat catalana, aquesta n'és una de les més actives: gràcies al portal ScratchCatalà, el català esdevingué la tercera llengua en ser traduïda a la versió 2.0. Aquest portal, no tan sols ofereix l'oportunitat de trobar recursos i ajudes sobre com iniciar-se en la programació amb Scratch sinó que també serveix de punt de trobada per compartir projectes, dubtes i experiències tant entre els docents com no docents que fan ús de l'eina, amb objectius educatius o d'oci.
Per acabar, destacar el suport i finançament d'aquest programa. El projecte Scratch iniciat l'any 2003, ha rebut generoses donacions de diverses identitats com són: NationalScience Foundation (donacions 0.325.828, 1.002.713, 1.027.848, 1.019.396), Fundació Intel, Microsoft, Fundació MacArthur, Fundació LEGO, Fundació Code-to-Learn, Google, Dell, Fastly, Inversoft, i el consorci d'investigació del MIT Media Lab.

## Característiques i derivats
La versió actual de Scratch no tracta els processos com si fossin estructures de primera classe i té les opcions d'Entrada/Sortida limitades a les quals ofereix el protocol d'Extensió Scratch 2.0, una extensió experimental que permet la interacció entre Scratch 2.0 i altres programes com Lego Mindstorms o Arduino. A més a més, Scratch 2.0 soporta formats d'una dimensió, també conegudes com a “llistes”, mentre que Scratch 1.4 no ho fa, només suporta cadenes de caràcters i escalars amb coma flotant, tot i que amb una capacitat de manipulació molt limitada.
Hi ha moltes millores anomenades Modificacions d'Scratch que han estat creades a partir del motor 1.4 del programa. Bàsicament, aquestes normalment afegeixen blocs nous o canvis en la Interficie Gràfica d'Usuari. Altres, però, canvien l'Scratch més profundament, introduint canvis com el BYOB ("crea els teus propis blocs"), permetent llistes de primera classe i esquemes prototípics d'herència, que fan que Scratch realment sigui un llenguatge orientat a objectes.
El codi Font d'Scratch i els seus derivats estan basats en Squeak, el qual està basat en Smalltalk-80. La versió 2.0 d'Scratch està implementada sobre ActionScript, amb un intèrpret experimental basat en JavaScript desenvolupat en paral·lel.
Actualment existeix el projecte anomenat Scratch Jr (també per Android), que es tracta d'un projecte del MIT dissenyat amb l'objectiu que l'alumnat d'educació infantil pugui aprendre a programar A més, les característiques d'Scratch, amb una forta direcció constructivista, possibilita que sigui una gran eina per fer servir amb alumnes amb necessitats educatives especials, tenint un gran ventall d'aplicacions. Un altre programa molt relacionat amb Scratch és Snap!.